# Корнилово (Торопецкий район)
Корнилово — деревня в Торопецком районе Тверской области. Входит в состав Понизовского сельского поселения.

## История
На топографической карте Фёдора Шуберта, изданной в 1871 году обозначена деревня Карнилова. Имела 4 двора.
На карте РККА 1923—1941 годов обозначена деревня Корнилово. Имела 9 дворов.

## География

### Расположение
Деревня расположена в 12 км (по автодороге — 14 км) к юго-востоку от районного центра Торопец. Северная часть Корнилово примыкает к деревне Понизовье.

### Климат
Деревня, как и весь район, относится к умеренному поясу северного полушария и находится в области переходного климата от океанического к материковому. Лето с температурным режимом +15…+20 °С (днём +20…+25 °С), зима умеренно-морозная −10…−15 °С; при вторжении арктических воздушных масс до −30…-40 °С.
Среднегодовая скорость ветра 3,5—4,2 метра в секунду.

### Часовой пояс
Деревня Корнилово, как и вся Тверская область находится в часовой зоне МСК (московское время). Смещение применяемого времени относительно UTC составляет +3:00.

## Население
| 2010 |
| ---- |
| 25   |